# Monica De Gennaro
Mónica de Gennaro (Piano di Sorrento,  Italia, 8 de enero de 1987) es una jugadora italiana de voleibol profesional miembro de la Selección femenina de voleibol de Italia desde 2014. Es reconocida por ser una de las mejores liberos del mundo, siendo rápida y eficaz. 
Su esposo es el entrenador de voleibol Daniele Santarelli.

## Trayectoria
De Gennaro jugó con su equipo nacional en el Campeonato Mundial de 2014. Allí su equipo terminó en cuarto lugar después de perder 2-3 ante Brasil el partido por la medalla de bronce. Fue seleccionada para ser la Mejor Libero del torneo.
De Gennaro ganó la medalla de plata de la Liga de Campeones CEV 2016–17 con Imoco Volley Conegliano después de perder el partido final 0-3 ante el turco VakıfBank Istanbul ganando también el premio al Mejor Libero.
De Gennaro ganó el World Grand Prix de la FIVB de 2017 medalla de plata y el premio individual Mejor Libero.

## Premios

### Individuales
- 2007–08 CEV Challenge Cup "Mejor Defensa"
- 2013 Montreux Volley Masters "Mejor Receptor"
- Campeonato Mundial de la FIVB de 2014 "Mejor Libero"
- 2016-17 CEV Champions League "Mejor Libero"
- World Grand Prix 2017 "Mejor Libero"
- Campeonato Mundial FIVB 2018 "Mejor Libero"
- 2018–19 Liga italiana "Most Valuable Player"
- Liga de Naciones de Voleibol Femenino de 2025 "Most Valuable Player"

### Clubes
- Supercopa de Italia 2010 - Campeones, con Scavolini Pesaro
- Supercopa de Italia 2013 - Finalista, con Imoco Volley Conegliano
- Liga italiana 2015-16 - Campeones, con Imoco Volley Conegliano
- Supercopa de Italia 2016 - Campeones, con Imoco Volley Conegliano
- Copa de Italia 2016-17 (Coppa Italia) - Campeones, con Imoco Volley Conegliano
- CEV Champions League 2016-17 - Subcampeones, con Imoco Volley Conegliano
- Liga italiana 2017-18 - Campeones, con Imoco Volley Conegliano
- Supercopa de Italia 2018 - Campeones, con Imoco Volley Conegliano
- Liga italiana 2018–19 - Campeones, con Imoco Volley Conegliano
- CEV Champions League 2018-19 - Subcampeones, con Imoco Volley Conegliano
- Supercopa de Italia 2019 - Campeones, con Imoco Volley Conegliano
- Campeonato Mundial de Clubes de Voleibol Femenino de la FIVB de 2019: Campeones, con Imoco Volley Conegliano
- Copa de Italia 2019-20 (Coppa Italia) - Campeón, con Imoco Volley Conegliano
- Supercopa de Italia 2020 - Campeones, con Imoco Volley Conegliano
- Copa de Italia 2020-21 (Coppa Italia) - Campeón, con Imoco Volley Conegliano
- Liga italiana 2020–21 - Campeones, con Imoco Volley Conegliano
- CEV Champions League 2020-21 - Campeones, con Imoco Volley Conegliano
- Supercopa de Italia 2021 - Campeones, con Imoco Volley Conegliano
- Campeonato Mundial de Clubes de Voleibol Femenino de la FIVB de 2021: Subcampeones, con Imoco Volley Conegliano
- Copa de Italia 2021-22 (Coppa Italia) - Campeón, con Imoco Volley Conegliano